# 筑後宇都宮氏
筑後宇都宮氏（ちくごうつのみやし）は、南北朝時代に九州の南朝方で、筑後国にいた宇都宮氏の一族。

## 宇都宮泰宗と貞泰
宇都宮氏第6代の宇都宮貞綱の弟の宇都宮泰宗は、元寇の時に九州に下向し、筑後国山門郡瀬高の大木城を拠点にした。その子で、後醍醐天皇の命により九州をめざした南朝の懐良親王を擁護し、伊予国から豊前宇都宮氏の豊前国仲津に移った宇都宮貞泰の次男で、懐良親王の肥後国に置かれた征西府（征西軍営府）に属した宇都宮貞久が筑後国に移ったことにはじまる。

## 懐良親王と筑後川の戦い
宇都宮貞久、その弟の貞邦、貞久の子の懐久、その子の久憲(久則)、また懐久の弟の資綱、その子の政長などを筑後宇都宮氏という。

宇都宮貞久は、征西府の懐良親王揮下の親衛軍武将であり、弟の貞邦、嫡子の懐久は、筑後川の戦いで討ち死にした。

## 宇都宮久憲と渡辺党蒲池氏
宇都宮懐久の子の久憲は、祖父の貞久に育てられるが、南朝が凋落し、祖父の亡き後、筑後の嵯峨源氏渡辺氏の流れを汲む渡辺党蒲池氏(前蒲池)の名跡と遺領を継ぎ蒲池久憲と名のり、宇都宮党蒲池氏(後蒲池)の祖となったと伝わる。また久憲の弟の資綱の子の政長は、宇都宮泰宗の大木城を継ぎ、大木氏の祖となり、明治時代に政治家として活躍する大木喬任はその大木氏の庶流と伝わる（大木家 (伯爵家)参照）。
近年の研究では、筑後宇都宮氏が蒲池氏に転じたという説は、江戸時代中期に成立した『蒲池物語』に初めて現れる創作であり、大木氏の家伝も『蒲池物語』と同じ伝承に立脚しているため、そのまま歴史的事実と認めることはできないとする説もある。
筑後宇都宮氏の系図は、後蒲池時代の蒲池氏分家の菩提寺である西念寺（八女郡広川町）などに伝わっている。

## 系図
```
  
宇都宮景綱

       ┃
      
泰宗

       ┣━━┓
  
武茂時綱
  
貞泰

             ┣━━━━┳━━━━┳━━━┓
            
義綱
      
貞久
      
貞邦
    
宗泰

                       ┃                                                                                                                                        
                      
懐久

                       ┣━━┓                                                                                         
                  
蒲池久憲
  
資綱
                                                                    
                             ┃                                                                                         
                           
大木政長
```